# Niptodes carbonarius
Niptodes carbonarius là một loài bọ cánh cứng trong họ Ptinidae. Loài này được Rosenhauer miêu tả khoa học năm 1856.